# Robert Westenberg
Robert Westenberg (Miami Beach, 26 ottobre 1953) è un attore e cantante statunitense, noto soprattutto come interprete di musical a Broadway.
Debutta a Broadway nel 1983 con il musical Zorba e per la sua performance vince il Theatre World Award. Nel 1984 interpreta il soldato in Sunday in the Park with George e quattro mesi dopo sostituisce Mandy Patinkin nel ruolo del protagonista. Nel 1987 interpreta il lupo cattivo e il principe di Cenerentola nel musical di Stephen Sondheim e James Lapine Into the Woods e viene candidato al Tony Award al miglior attore non protagonista in un musical oltre a vincere il Drama Desk Award. Nel 1990 interpreta l'ispettore Javert in Les Misérables a Broadway e Georg in She Loves Me a Stockbridge (Massachusetts).
È sposato con Kim Crosby, sua collega in Into the Woods, e la coppia ha tre figli: Emily, Katherine e Joe.